# Coupe de Finlande de rugby à XV
La Coupe de Finlande de rugby à XV ou Suomen Cup est une compétition annuelle de rugby à XV organisée par la Fédération finlandaise de rugby à XV.

## Histoire
La compétition a été créée en 2003 et voit la victoire du Helsinki RUFC pour sa 1re édition. Depuis 2012, elle est réservée aux clubs de Division 1, second échelon des compétitions nationales en Finlande.

## Palmarès
| Saison | Vainqueur                     | Score       | Finaliste         |
| ------ | ----------------------------- | ----------- | ----------------- |
| 2003   | Helsinki RUFC                 | 43 - 21     | Helsinki Warriors |
| 2004   | -                             | -           | -                 |
| 2005   | Helsinki RUFC                 | 36 - 5      | Attila            |
| 2006   | Oulun Yliopiston Urheiluseura | -           |                   |
| 2007   |                               | Non disputé |                   |
| 2008   | Helsinki Warriors             | -           | -                 |
| 2009   | Lahti Sisu                    | -           | -                 |
| 2010   | Vaasa Wolves                  | -           | -                 |
| 2011   | Rauma Ice Pack                | 54 - 12     | Vaasa Wolves      |
| 2012   | Oulun Yliopiston Urheiluseura | 19 - 17     | Rauma Ice Pack    |
| 2013   | Vaasa Wolves                  | 33 - 5      | Poorvo Rugby Club |

## Bilan
| Club          | Titre(s) | Premier(s) - Dernier(s) |
| ------------- | -------- | ----------------------- |
| Helsinki RUFC | 2        | 2003-2005               |
| ...           | -        | -                       |